# Monica Devriese
Monica Devriese (Wingene, 31 maart 1804 – Heule, 30 april 1875) was de echtgenote van Pieter-Jan Gezelle en de moeder van priester-dichter Guido Gezelle.

## Levensloop
Monica Devriese werd geboren in Wingene als dochter van Jozef Devriese en Isabella Rosa Deriemaecker. Ze was de vijfde van 8 kinderen uit dat huwelijk. Jozef Devriese had al zes kinderen uit zijn eerste huwelijk met Barbara Theresia Braeckevelt. Monica groeide op in de hoeve ’t Walleke in Wingene waar ze tot haar vijfentwintigste woonde.
Via haar zus Clara Devriese leerde ze de 13 jaar oudere Pieter-Jan Gezelle kennen. Pieter-Jan Gezelle werkte als hovenier en opperknecht in de Bijloke in Gent, waar Clara Devriese als kloosterzuster opgenomen was onder de naam zuster Ursula. Ze trouwden op 1 juni 1829 en vestigen zich in de Rolweg in Brugge, waar Gezelle kort voor hun huwelijk als hovenier van het buitenhof in dienst was getreden van de  familie Théodore van de Walle - Isabelle Van Zuylen van Nyevelt. Zo lang Pieter-Jan in dienst was van deze familie woonden ze in de hofstede van dit buitenhof in de Rolweg waar later het Gezellemuseum werd ingericht.   
Ze kregen negen kinderen, van wie er vier stierven kort voor of na de geboorte. Guido Gezelle werd geboren op 1 mei 1830. Vlak voor zijn geboorte schreef Devriese haar testament. Dat testament wordt bewaard in het Gezellearchief. Na Guido volgden nog Romaan (1832), Louise (1834), Jozef (1840) en Florence (1847).  
Het echtpaar en de kinderen hadden nauwe banden met de familie van Théodore van de Walle en Van Zuylen van Nyevelt. Théodore werd peter van de kinderen Theodoor (die kort na de geboorte in 1841 overleed) en Jozef. Isabelle Van Zuylen was meter van Marie-Louise, terwijl haar neef Guy (Guido) van Zuylen van Nyevelt peter werd van Guido Gezelle.  
Kort na het overlijden van haar echtgenoot Theodoor van de Walle in 1848 zegde Isabelle van Zuylen de pacht van de hofstede op en stelde ze een andere hovenier aan. Hierdoor moest het echtpaar noodgedwongen verhuizen naar een huis aan de overkant van dezelfde straat.  
Het gezin kende armoede, wat zwaar woog op Monica, die last had van zwaarmoedige buien en teruggetrokken was. Zij voedde haar kinderen zeer godsdienstig met nadruk op rechtvaardigheid.
In 1866 waren alle kinderen het huis uit. Devriese bleef nog enkele jaren met haar man in de Rolweg wonen. Door financiële problemen en gezondheidsproblemen van Pieter-Jan verhuisden ze in 1871 naar Heule. Ze gingen er inwonen bij hun dochter Louise, die gehuwd was met Kamiel Lateur. In het gezin Lateur was er op dat moment één dochter. Er volgen nog drie kinderen, onder wie Frank Lateur (Stijn Streuvels).  
Een maand na hun verhuis naar Heule stierf Pieter-Jan Gezelle. Devriese verhuisde nog twee keer samen met het gezin Lateur. Zij was zwaarmoedig, teruggetrokken en mensenschuw. Zij stierf op 30 april 1875.

## Invloed op het werk van Guido Gezelle
- In de correspondentie en getuigenissen van familieleden, waaronder Stijn Streuvels, wordt  Monica Devriese beschreven als zwijgzaam, bedeesd, stuurs, gesloten, en daardoor niet altijd even makkelijk in de omgang.[4][1]De melancholie in Gezelles gedichten wordt door biografen deels verklaard door zijn melancholische aard die hij van zijn moeder zou geërfd hebben.[5][1]

- Over de kennismaking tussen zijn ouders dichtte Guido Gezelle in 1897: ‘Daar is ’t dat moeder zat, daar is ’t dat vader vond die hem arbeid en herte bracht’ (gedicht "Terug").[6]
- In 1891 schreef Gezelle het gedicht "Moederken".[7]